# 1092年
| 千纪： | 2千纪 |
| 世纪： | 10世纪 \| 11世纪 \| 12世纪                                                                                     |
| 年代： | 1060年代 \| 1070年代 \| 1080年代 \| 1090年代 \| 1100年代 \| 1110年代 \| 1120年代                               |
| 年份： | 1087年 \| 1088年 \| 1089年 \| 1090年 \| 1091年 \| 1092年 \| 1093年 \| 1094年 \| 1095年 \| 1096年 \| 1097年     |
| 纪年： | 壬申年（猴年）；辽大安八年；北宋元祐七年；西夏天祐民安三年；大理天祐二年；越南廣祐八年，會豐元年；日本寬治六年 |

## 大事记
- 4月21日——教宗烏爾巴諾二世将天主教比萨教区提升到了总教区的级别。
- 11月19日——塞爾柱土耳其蘇丹馬立克沙一世遇刺身亡後，由於繼承人問題使塞爾柱陷入長期內戰，許多蘇丹國分離出去，帝國國力由盛極轉衰，無力因應即將發生的十字軍東征。

## 出生
- Adélaide de Maurienne（英语：Adélaide de Maurienne），法国女王（1154年逝世）

## 逝世
- - 劾里鉢，金景祖完顏烏古迺次子，廟號金世祖，完顏阿骨打、完顏吳乞買之父。
  - 11月19日——馬立克沙一世，塞爾柱土耳其蘇丹。